# 斯托堯伊·德邁

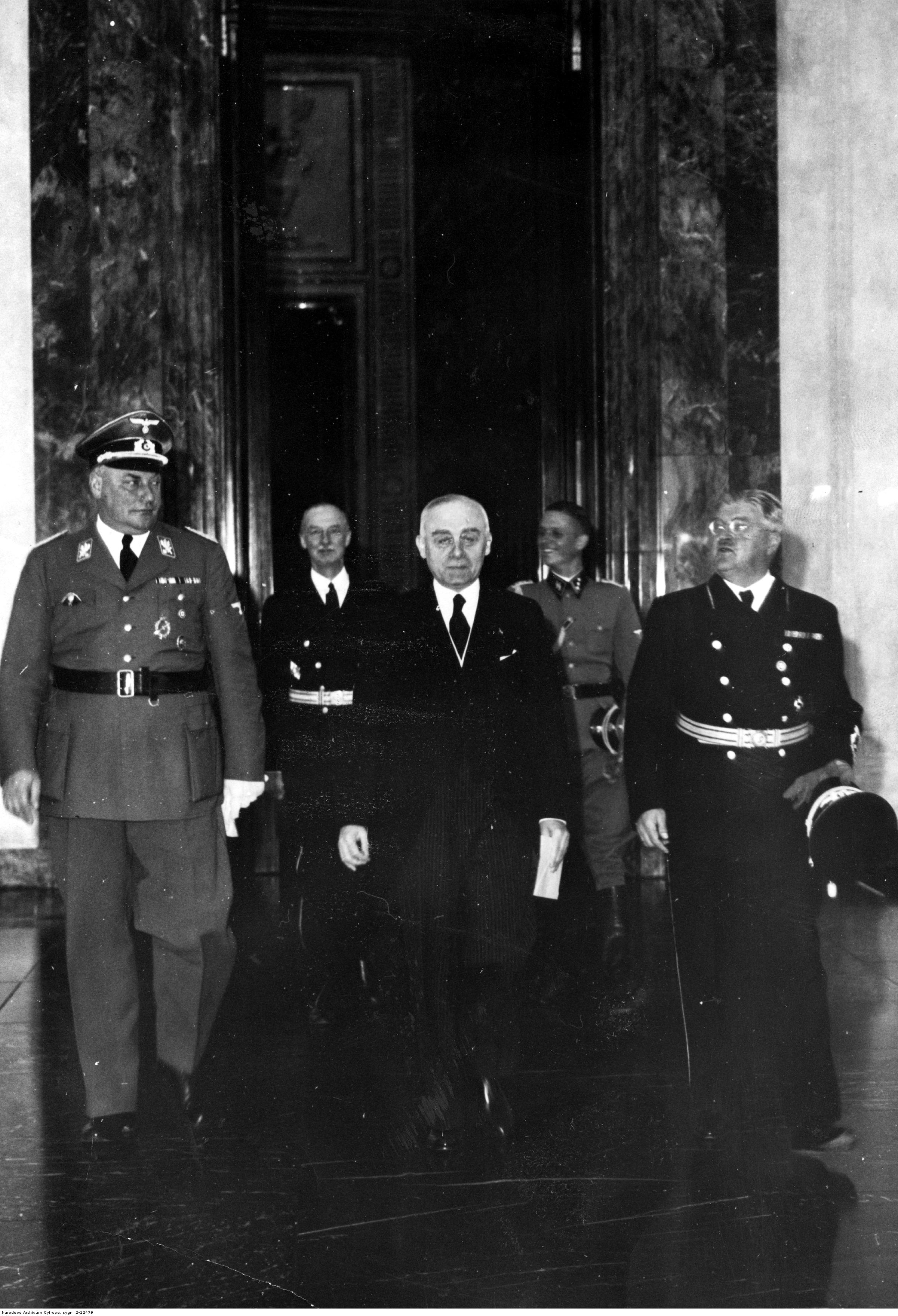
1940年的斯托堯伊·德邁（中）

斯托堯伊·德邁（匈牙利語：Sztójay Döme，1883年1月5日—1946年8月22日），匈牙利的軍人與外交官，並曾經於第二次世界大戰期間出任匈牙利總理。
斯托堯伊早年從軍，第一次世界大戰期間曾經參與奧匈帝國的軍隊，後來跟隨霍爾西，並成為將軍。斯托堯伊於1927年到1933年曾擔任匈牙利駐柏林大使館武官，1933年到1935年出任國防部長；之後斯托堯伊出任駐德大使直到1944年。這段期間斯托堯伊與希特勒有密切的接觸並接受納粹黨的思想。
1944年，德國將霍爾西綁架至巴伐利亞，斯托堯伊於此時回國並於3月23日出任匈牙利總理並兼外務部長。斯托堯伊完全是納粹德國的傀儡，不但讓箭十字黨合法化，並且配合德國的排猶政策，將猶太人運送至集中營。蘇聯紅軍攻入匈牙利後，斯托堯伊在逃亡途中被美軍逮捕並被引渡回國，於1946年因戰爭罪名被處決。